# Angelo Robino
Angelo Rubino (Salemi, 28 agosto 1805 – 28 agosto 1868) è stato un arcivescovo cattolico italiano.

## Biografia
È nato il 28 agosto 1805 a Salemi, nella diocesi di Mazara del Vallo.
Il 27 giugno 1853 papa Pio IX lo ha nominato arcivescovo metropolita di Siracusa. Ha ricevuto l'ordinazione episcopale a Roma il successivo 3 luglio dal cardinale Gabriele Ferretti, penitenziere maggiore, coconsacranti l'arcivescovo Antonio Ligi Bussi, vicegerente della diocesi di Roma, e Pio Bighi, vescovo titolare di Listra.
È morto il giorno del suo 63º compleanno.

## Genealogia episcopale
La genealogia episcopale è:
- Cardinale Scipione Rebiba
- Cardinale Giulio Antonio Santori
- Cardinale Girolamo Bernerio, O.P.
- Arcivescovo Galeazzo Sanvitale
- Cardinale Ludovico Ludovisi
- Cardinale Luigi Caetani
- Cardinale Ulderico Carpegna
- Cardinale Paluzzo Paluzzi Altieri degli Albertoni
- Papa Benedetto XIII
- Papa Benedetto XIV
- Papa Clemente XIII
- Cardinale Marcantonio Colonna
- Cardinale Giacinto Sigismondo Gerdil, B.
- Cardinale Giulio Maria della Somaglia
- Cardinale Carlo Odescalchi, S.I.
- Cardinale Gabriele Ferretti
- Arcivescovo Angelo Rubino